# 懷皮奧畝 (夏威夷州)
懷皮奧畝（英語：Waipio Acres）是位於美國夏威夷州檀香山縣的一個人口普查指定地區。

## 地理
懷皮奧畝的座標為21°28′07″N 158°00′57″W / 21.46861°N 158.01583°W，而該地最高點為海拔高度224米（即735英尺）。

## 人口
根據2010年美國人口普查的數據，懷皮奧畝的面積為2.70平方千米，均為陸地。當地共有人口5236人，而人口密度為每平方千米1,939.26人。